# Le Chat qui clignait de l'œil
 (janvier 2024).
Si vous disposez d'ouvrages ou d'articles de référence ou si vous connaissez des sites web de qualité traitant du thème abordé ici, merci de compléter l'article en donnant les références utiles à sa vérifiabilité et en les liant à la section « Notes et références ».
Le Chat qui clignait de l'œil (titre original : The Secret of the Crooked Cat) est un roman américain écrit par Robert Arthur, Jr. et William Arden, paru en 1970 aux États-Unis. Il fait partie de la série policière pour adolescents Les Trois Jeunes Détectives.
Traduit par Claude Voilier, avec des illustrations de Jacques Poirier, le roman est paru une première fois en France en 1974, puis en 1998 dans le cadre d'une réédition.
La rédaction du roman fut attribuée à Alfred Hitchcock pour des motifs publicitaires et de marketing dans les éditions de 1970 à 1984.[réf. nécessaire]

## Résumé
Une fête foraine s'installe dans la ville. Les « trois jeunes détectives » (Hannibal Jones, Peter Crench et Bob Andy) rencontrent un jeune forain de leur âge, Ronny Carson. Le jeune forain se fait voler une peluche. Le voleur est poursuivi par Hannibal et laisse tomber la peluche à terre. Les jeunes gens se demandent pourquoi le voleur a tenté de voler cette peluche, car elle est fort moche. Il manque un œil au chat, les poils en nylon sont délavés, etc. Peu après, la porte de la cage du lion est ouverte par une main malveillante, et au cours de son face-à-face avec la bête, Hannibal perd la peluche.
Puis les jeunes gens apprennent que durant les dernière semaines, les forains ont dû faire face à divers problèmes, notamment un incendie qui a causé des dégâts importants. Cela est-il en lien avec le mystérieux voleur de chat en peluche ?
Ils poursuivent leur enquête, et finissent par découvrir qu'un homme recherche non pas un chat en peluche, mais tous les chats en peluche du même type que le premier chat : sans doute quelque chose de grande valeur est-il caché dans l'un de ces chats ?
Au cours de leur enquête, les soupçons de Peter et Bob se portent vers Khan, un « hercule de foire » au passé méconnu, mais à la fin du roman, seul Hannibal découvre la vraie identité du voleur (un membre de l'équipe de la fête foraine) et la raison du vol...